# Staten-Generaal

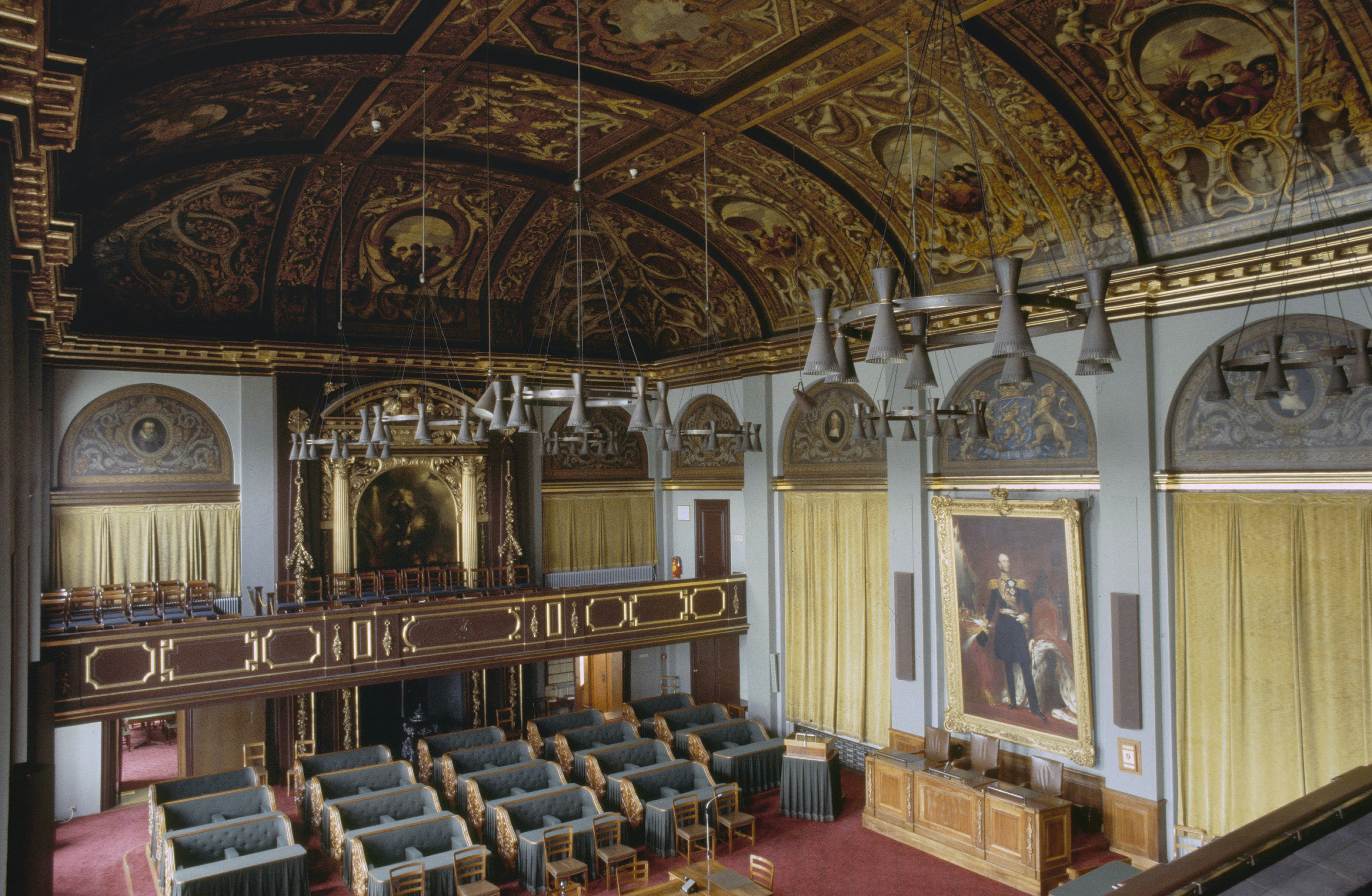
A holland Szenátus, az Eerste Kamer, azaz Első Kamara

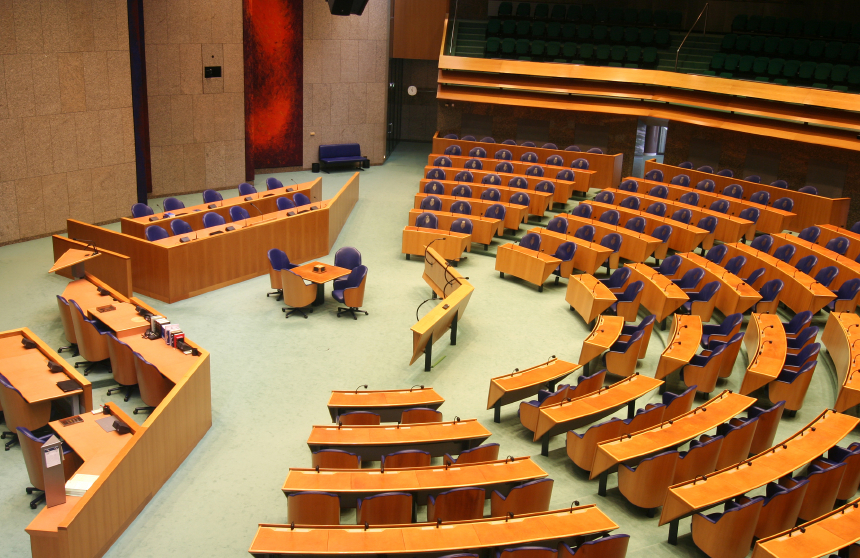
A holland Képviselőház, a Tweede Kamer, azaz a Második Kamara

A Staten-Generaal Hollandia parlamentje. Kétkamarás törvényhozás, amelynek felsőháza a Szenátus (az Eerste Kamer, azaz Első Kamara), alsóháza pedig a képviselőház (Tweede Kamer, azaz Második Kamara). A Staten-Generaal Hágában, a Binnenhofban ülésezik.
Eredete a 15. századba nyúlik vissza. Abban az időben Burgund Hollandia tartományainak a gyűlése volt. 1579-ben, a holland felkelés idején a gyűlés kettészakadt. Az északi tartományok nyíltan fellázadtak II. Fülöp spanyol király ellen, aki helyett az általuk létrehozott független holland köztársaságban a Staten-Generaal lett a legfőbb hatalom. Az 1795-ös batáv forradalom után a Batáv Köztársaság Nemzeti Gyűlése váltotta a Staten-Generaalt, 1814-ben azonban, a függetlenség elnyerésekor visszaállították a régi nevet. A gyűlést 1815-ben bontották két kamarára, a szenátusra és a képviselőházra, amikor létrejött Hollandia Egyesült Királysága. Az 1848-as alkotmánymódosítás után a képviselőház tagjai közvetlenül választották, és a Staten-Generaal jogkörei jelentősen kibővültek. Ezzel létrejött a parlamentáris demokrácia Hollandiában.
1918 óta a képviselőházi tagokat négy évre választják pártlistás arányos képviseleti rendszerben. A Szenátus 75 tagját négy évre a tartományi parlamentek (States-Provincial) tagjainak összessége választja, három hónappal a tartományi parlamenti választások után.
Különleges alkalmakkor a két ház együttes ülést tart. Ilyenkor a szenátus elnöke elnököl. A Szenátus elnöke 2013 óta Ankie Broekers-Knol (Szabadság és Demokrácia Néppártja, VVD).

## Fordítás
- Ez a szócikk részben vagy egészben  a   States General of the Netherlands című angol Wikipédia-szócikk ezen változatának fordításán alapul.  Az eredeti cikk szerkesztőit annak laptörténete sorolja fel. Ez a jelzés csupán a megfogalmazás eredetét és a szerzői jogokat jelzi, nem szolgál a cikkben szereplő információk forrásmegjelöléseként.